# Šariš (sör)

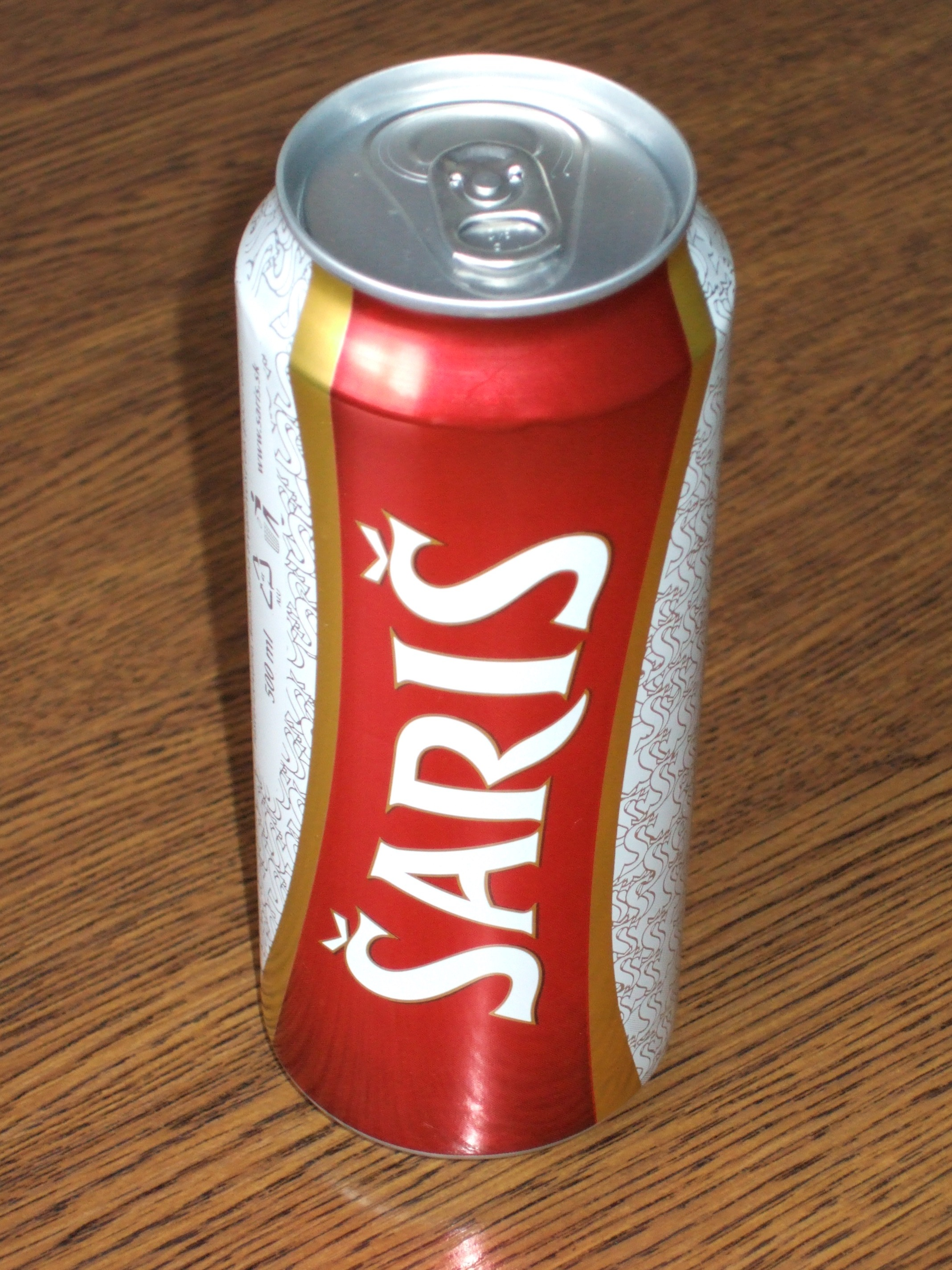
Šariš

A Šariš (ejtsd: Saris) a Nagysárosi Sörgyár sörmárkája. Az alapítástól fogva változatlan receptúrával főzik. Marketingjében a keleti (kelet-szlovákiai) érzést emeli ki és erre próbál építeni.
A nagysárosi sörgyárat 1964-ben alapították. Gyártási mennyiség tekintetében ezen sörgyár ma Szlovákia legnagyobb gyártója. 2007-ig kb. 25 millió hektoliter sört főztek ebben a sörgyárban.
1997-től többségi tulajdonosa a SABMiller. Ennek köszönhetően 2007-ben egyesült a Topvar sörgyárral, melyben szintén a SABMiller a többségi tulajdonos.  A Šariš márkán kívül a cég kínálja a Smädný mních sört, valamint több cseh fajtát is, mint a Pilsner Urquell, Radegast, Gambrinus és Velkopopovický Kozel. Évente 1,2 millió hektoliter sört értékesít, ebben a szlovák piac közel harmadát fedi le. Maga a sörgyár 550 embert foglalkoztat.

## Forgalmazott fajtái
- Šariš 12% svetlý ležiak (világos)
- Šariš 11% tmavý ležiak (barna)
- Šariš 10% svetlý ležiak (világos)

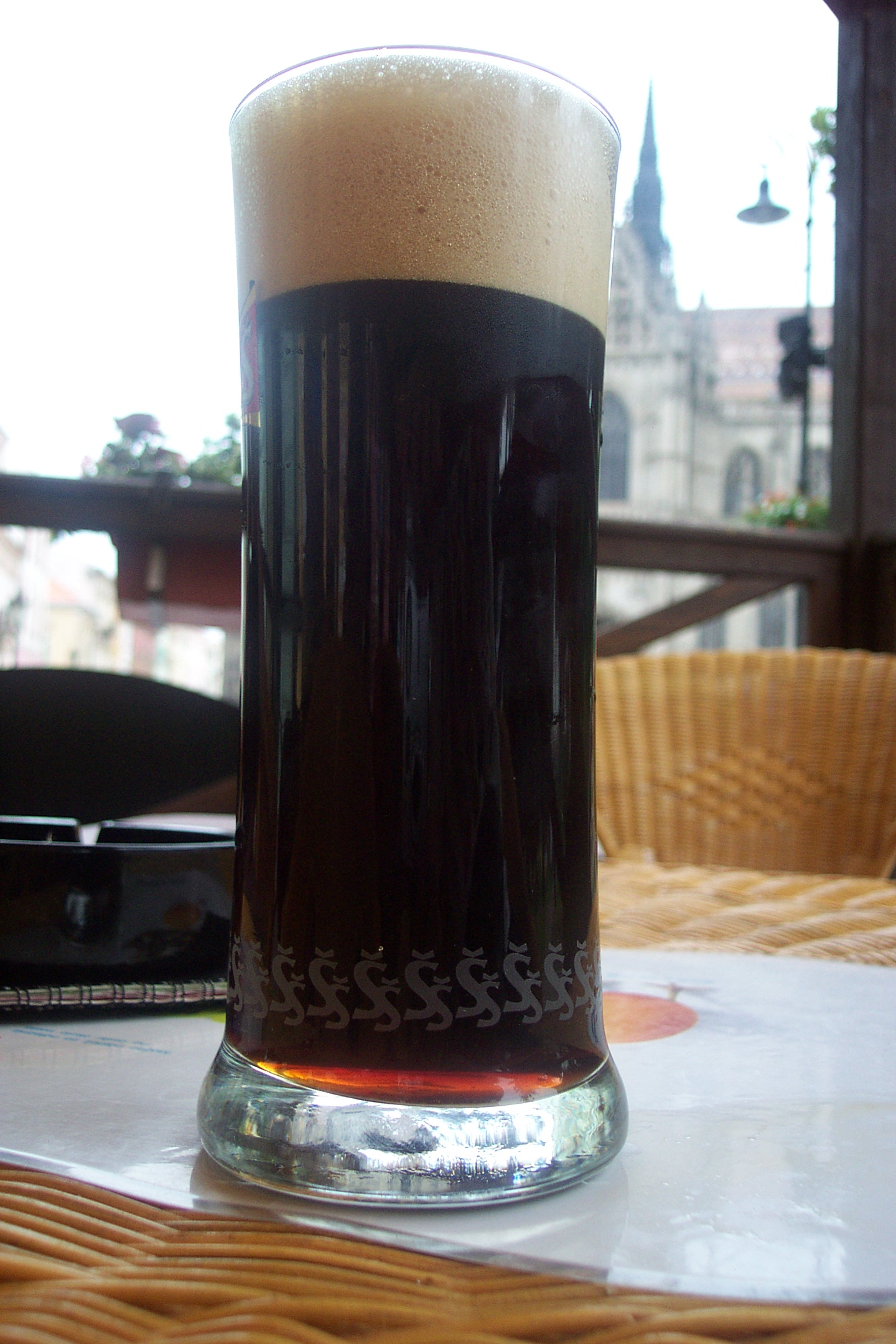
Barna Šariš

- Šariš Red polotmavý ležiak (félbarna)
- Šariš Nefiltrované (nem szűrt csapolt)
- Šariš 12% Nepasterizované (pasztörizálatlan csapolt)

## Külső hivatkozások
- Šariš weboldala